# Hageland

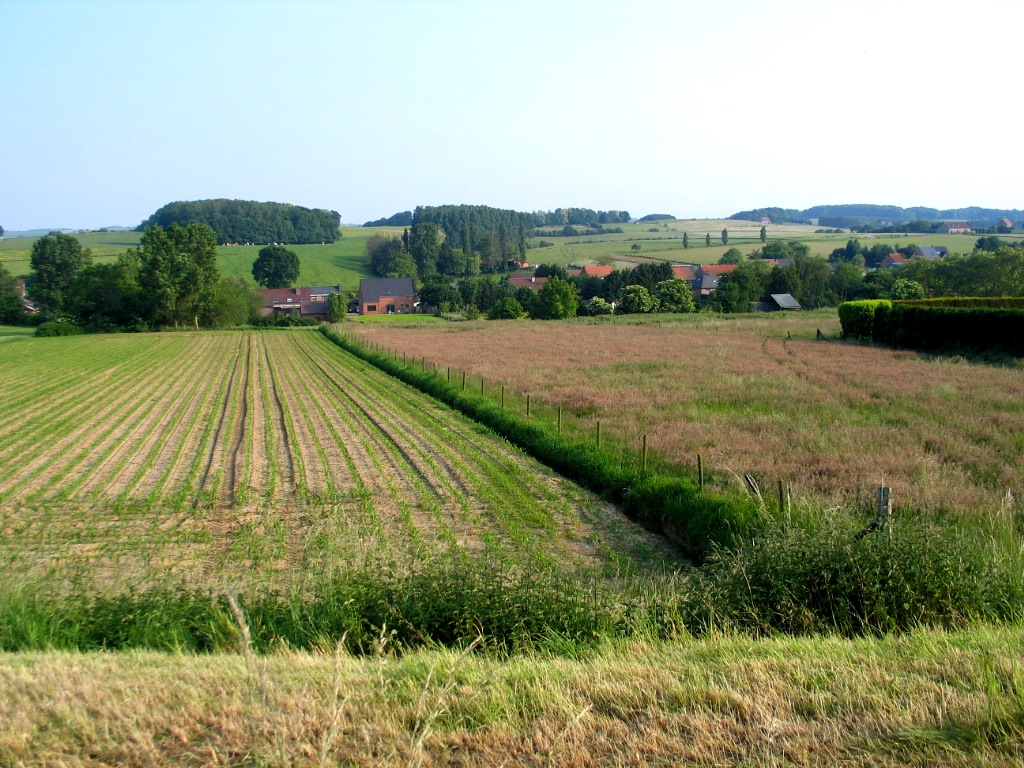
Aux alentours de Kaggevinne dans le Hageland.

Le Hageland est une zone naturelle dans l'est du Brabant, en Belgique, connue pour ses paysages vallonnés. 

## Géographie
Le Hageland se situe principalement dans la province du Brabant flamand entre Aarschot, Louvain, Tirlemont et Diest, mais il s'étend aussi un peu dans la province du Limbourg, du côté de Halen. Il est délimité au sud par la colline de Pellenberg et au sud-est par la rivière Velp.